# Premna inaequilateralis
Premna inaequilateralis là một loài thực vật có hoa trong họ Hoa môi. Loài này được Beer & H.J.Lam miêu tả khoa học đầu tiên năm 1936.